# Grażyna Michałowska
Grażyna Henryka Michałowska z domu Woszczyna (ur. 8 stycznia 1947 w Tarnowie, zm. 9 lutego 2022 w Warszawie) – polska prawniczka i politolożka, wykładowczyni Uniwersytetu Warszawskiego, profesor nauk humanistycznych, profesor zwyczajna na Wydziale Nauk Politycznych i Studiów Międzynarodowych UW, pionierka badań nad międzynarodowymi stosunkami kulturalnymi.

## Życiorys
W 1969 ukończyła studia prawnicze na Uniwersytecie Wrocławskim. W 1976 uzyskała doktorat z nauk politycznych. W tym samym roku dołączyła do kadry naukowej Instytutu Stosunków Międzynarodowych UW. W 1991 na Wydziale Nauk Politycznych i Studiów Międzynarodowych UW uzyskała habilitację na podstawie dorobku naukowego oraz rozprawy Zmienność i instytucjonalizacja międzynarodowych stosunków kulturalnych. W 1997 została profesor nadzwyczajną Uniwersytetu Warszawskiego. W 2009 otrzymała tytuł naukowy profesora (tzw. profesurę belwederską). Wykładała również w Wyższej Szkole Humanisytycznej w Pułtusku oraz w Wyższej Szkole Ekonomii, Prawa i Nauk Medycznych w Kielcach.
Prowadziła badania i dydaktykę m.in. w obszarze prawa międzynarodowego, w tym międzynarodowej ochrony praw człowieka, oraz międzynarodowych stosunków kulturalnych. Wprowadziła do polskich badań nad stosunkami międzynarodowymi problematykę kultury.
Wśród wypromowanych przez nią doktorów znaleźli się: Joanna Grzela (2003), Mahmoud Vaezi (2003), Dorota Heidrich (2004), Joanna Kulska (2005), Paula Marcinkowska (2010), Hanna Schreiber (2012), Justyna Napiórkowska (2015).
Córka Jana i Henryki. Pochowana na cmentarzu w Grabowie.

## Wybrane publikacje
- Zmienność i instytucjonalizacja międzynarodowych stosunków kulturalnych, Warszawa 1991.
- Ochrona praw człowieka w Radzie Europy i Unii Europejskiej, Warszawa 2007.
- Problemy ochrony praw człowieka w Afryce, Warszawa 2008.
- Kultura w stosunkach międzynarodowych, współredaktorka naukowa, t. I i II – Warszawa 2013, 2014.
- Międzynarodowa ochrona praw dziecka, Warszawa 2016.
- UNESCO. Sukcesy, porażki, wyzwania, Warszawa 2020.